# Bengt-Ola Ryttar
Bengt-Ola Ryttar (ur. 5 października 1941 w Hudiksvall, zm. 22 czerwca 2015) – szwedzki polityk i działacz związkowy, deputowany do Riksdagu, poseł do Parlamentu Europejskiego IV kadencji.

## Życiorys
Studiował nauki polityczne i zarządzanie rynkiem pracy. Pracował w branży budowlanej. Został członkiem Szwedzkiej Socjaldemokratycznej Partii Robotniczej. Zajmował się także działalnością związkową jako regionalny przewodniczący związku zawodowego budowlańców Byggnads i centrali związkowej LO.
Od 1983 był zastępcą poselskim, w latach 1985–1995 i 1995–2002 sprawował mandat deputowanego do Riksdagu, reprezentując region Dalarna. Pomiędzy tymi okresami w 1995 był europosłem IV kadencji w ramach delegacji krajowej.